# Den lilla trumslagarflickan (film)
Den lilla trumslagarflickan (engelska: The Little Drummer Girl) är en amerikansk spionfilm från 1984. Filmen är regisserad av George Roy Hill. Den är baserad på romanen med samma namn av John le Carré.
Filmen handlar om Charlie, en ursprungligen propalestinsk amerikansk skådespelerska, som rekryteras av den israeliska underrättelsetjänsten på jakt efter en palestinsk terrorist.

## Rollista
- Diane Keaton – Charlie
- Klaus Kinski – Kurtz
- Sami Frey – Khalil